# Estadi Santo Domingo
|  | No s'ha de confondre amb Estadi Municipal de Santo Domingo. |

L'Estadi Santo Domingo és un estadi de futbol situat a Alcorcón, a la Comunitat de Madrid, on hi juga els seus partits com a local l'Agrupación Deportiva Alcorcón. Es va inaugurar el 1999 amb un partit contra el Reial Madrid que va acabar 0-0. Té una capacitat de 5.000 espectadors, tots asseguts.
El 27 d'octubre de 2009, l'estadi fou escenari d'una recordada victòria de l'AD Alcorón contra el Reial Madrid en un partit de Copa del Rei que va acabar amb un resultat de 4-0, anomenat per la premsa «El Alcorconazo». En aquella època l'equip estava encara a Segona Divisió B. El partit de tornada al Santiago Bernabeu va acabar amb un resultat d'1-0 que va implicar l'eliminació de l'equip de la capital.

## Partits internacionals
L'estadi va allotjar un partit internacional de la selecció espanyola de futbol sub-21, contra Rússia, el dia 25 de març de 2013, amb victòria espanyola per 3 gols a 1.
El 14 de novembre de 2019 s'hi disputà el partit entre las seleccions Sub-21 d'Espanya i de Macedònia del Nord, dins el grup 6 de classificació per l'Eurocopa d'Hongria i Eslovènia de 2021. El partit el guanyaren els espanyols per 3 a 0. El dia 13 d'octubre de 2020 s'hi disputà un altre partit de la selecció sub-21 d'Espanya, contra el Kazajistan, també dins el grup 6 de classificació per l'Eurocopa 2021. El resultat fou de 3 a 0 a favor de l'equip espanyol.